# Méthode de Galerkine
En mathématiques, dans le domaine de l'analyse numérique, les méthodes de Galerkine sont une classe de méthodes permettant de transformer un problème continu (par exemple une équation différentielle) en un problème discret. Cette approche est attribuée aux ingénieurs russes Ivan Boubnov (1911) et Boris Galerkine (1913).

## Approximation de fonctions
Cette méthode est couramment utilisée dans la méthode des éléments finis.
On part de la formulation faible du problème. La solution appartient à un espace fonctionnel satisfaisant des propriétés de régularité bien définies. La méthode de Galerkine consiste à utiliser un maillage du domaine d'étude et à considérer la restriction de la fonction solution sur chacune des mailles.
D'un point de vue plus formel, on écrit la formulation faible sous la forme : 
Trouver {\displaystyle u\in V} telle que {\displaystyle \forall v\in V,a(u,v)=L(v)}
où {\displaystyle a} est une forme bilinéaire, et {\displaystyle L} une forme linéaire.
L'ensemble {\displaystyle V} étant généralement de dimension infinie, on construit un espace {\displaystyle V_{h}\subset V} avec {\displaystyle {\rm {dim}}V_{h}<+\infty }, et on réécrit le problème de la façon suivante : 
Trouver {\displaystyle u_{h}\in V_{h}} telle que {\displaystyle \forall v_{h}\in V_{h},a(u_{h},v_{h})=L(v_{h})}
Typiquement, l'espace {\displaystyle V_{h}} considéré est l'ensemble des fonctions continues telles que la restriction de la fonction sur une maille soit un polynôme.

## Propriétés

### Orthogonalité de l'erreur

L'erreur est montrée ici orthogonale à l'espace d'approximation.

L'une des propriétés notables des méthodes de Galerkine se trouvent dans le fait que l'erreur commise sur la solution {\displaystyle e_{h}=u-u_{h}} est orthogonale aux sous-espaces d'approximation. En effet, les propriétés de la forme bilinéaire {\displaystyle a} donnent :
{\displaystyle \forall v_{h}\in V_{h}\ ,\ a(e_{h},v_{h})=a(u-u_{h},v_{h})=a(u,v_{h})-a(u_{h},v_{h})=L(v_{h})-L(v_{h})=0}.

### Forme matricielle du problème
Du fait que l'espace d'approximation utilisé {\displaystyle V_{h}} est de dimension finie {\displaystyle n<+\infty }, on peut décomposer la solution du problème de Galerkine sur une base de fonctions {\displaystyle \left\lbrace e_{i}\right\rbrace _{1\leqslant i\leqslant n}} de {\displaystyle V_{h}} :
{\displaystyle u_{h}=\sum _{j=1}^{n}u_{j}e_{j}}
Ainsi, en écrivant le problème en choisissant l'une des fonctions de base {\displaystyle v_{h}=e_{i}}, il vient :
{\displaystyle a(u_{h},e_{i})=\sum _{j=1}^{n}u_{j}a(e_{j},e_{i})=L(e_{i})\ ,\ \forall i\in [\![1,n]\!]}
On obtient ainsi un système d'équations linéaires de la forme {\displaystyle Au=l}, en notant
{\displaystyle A=\left(a(e_{j},e_{i})\right)_{1\leqslant i,j\leqslant n}}, {\displaystyle u=\left(u_{i}\right)_{1\leqslant i\leqslant n}}, {\displaystyle l=\left(L(e_{i})\right)_{1\leqslant i\leqslant n}}

#### Systèmes symétriques et positifs
Il apparait que si la forme bilinéaire {\displaystyle a} est symétrique, la matrice {\displaystyle A} est également symétrique. De même, {\displaystyle A} est une matrice positive (définie positive) si {\displaystyle a} l'est également.

### Résultats sur la solution obtenue
Existence et unicité
Dans le cas où {\displaystyle a} est symétrique, on peut montrer que la solution du problème existe et est unique si on a :
- continuité de {\displaystyle a} sur {\displaystyle V}

{\displaystyle \forall (u,v)\in V\times V,\,|a(u,v)|\leqslant C\|u\|\|v\|} ;
- coercivité de {\displaystyle a} sur {\displaystyle V_{h}}

{\displaystyle \forall u\in V,\,a(u,u)\geqslant c\|u\|^{2}}.
Il suffit alors d'appliquer le théorème de Lax-Milgram pour obtenir le résultat voulu.
Le caractère bien posé du problème écrit sur {\displaystyle V_{h}} en découle naturellement.
Qualité de l'approximation
En utilisant les mêmes propriétés de {\displaystyle a}, ainsi que l'orthogonalité de l'erreur, on obtient l'inégalité pour tout {\displaystyle v_{h}\in V_{h}} :
{\displaystyle c\|u-u_{h}\|^{2}\leqslant a(u-u_{h},u-u_{h})\leqslant a(u-u_{h},u-v_{h})\leqslant C\|u-u_{h}\|\|u-v_{h}\|}.
En divisant par {\displaystyle \|u-u_{h}\|} et en passant à la borne inférieure à droite, on obtient le lemme de Céa : 
{\displaystyle \|u-u_{h}\|\leqslant {\frac {C}{c}}\inf _{v_{h}\in V_{h}}\|u-v_{h}\|}
Ainsi, à la constante {\displaystyle C/c} près, la solution obtenue par la méthode de Galerkine est une des meilleures qu'on puisse obtenir par approximation sur {\displaystyle V_{h}}.

## Référence
- (en) Philippe Ciarlet, The Finite Element Method for Elliptic Problems, avril 2002, 530 p. (ISBN 978-0-89871-514-9, lire en ligne).
- Jean-Christophe Cuillière, Introduction à la méthode des éléments finis - 2e édition, Paris, Dunod, 2016, 288 p. (ISBN 978-2-10-074262-2), chap. 6.5 (« Hypothèse de Galerkine »), p. 104-112.